# Rue du Pré-Saint-Gervais (Pantin)
Pour les articles homonymes, voir Rue du Pré-Saint-Gervais.
La rue du Pré-Saint-Gervais, est l'une des artères principales de Pantin.

## Situation et accès
La rue du Pré-Saint-Gervais commence au nord dans l'axe de la rue Hoche.
Elle passe tout d'abord le croisement de la rue des Sept-Arpents et de la rue des Grilles, puis se termine à celui de la rue Franklin et de la rue Gutenberg.
Elle est prolongée au sud par la rue André-Joineau.
Elle est desservie par:
- Station de métro Hoche.

## Origine du nom

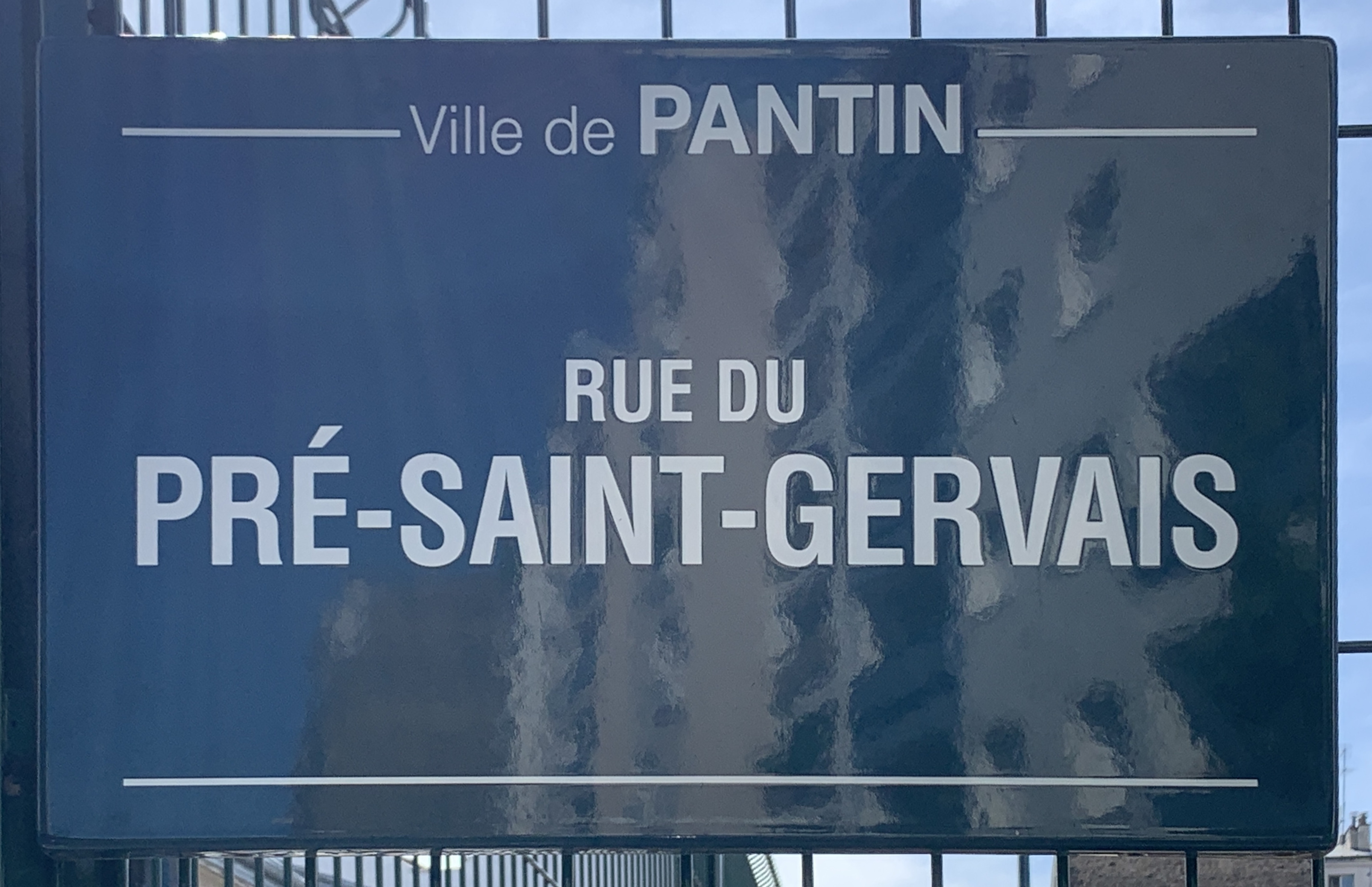
Plaque de la rue.

Elle mène à la commune du Pré-Saint-Gervais, d'où son nom. Pour la même raison, une voie homonyme existe à Paris.

## Historique

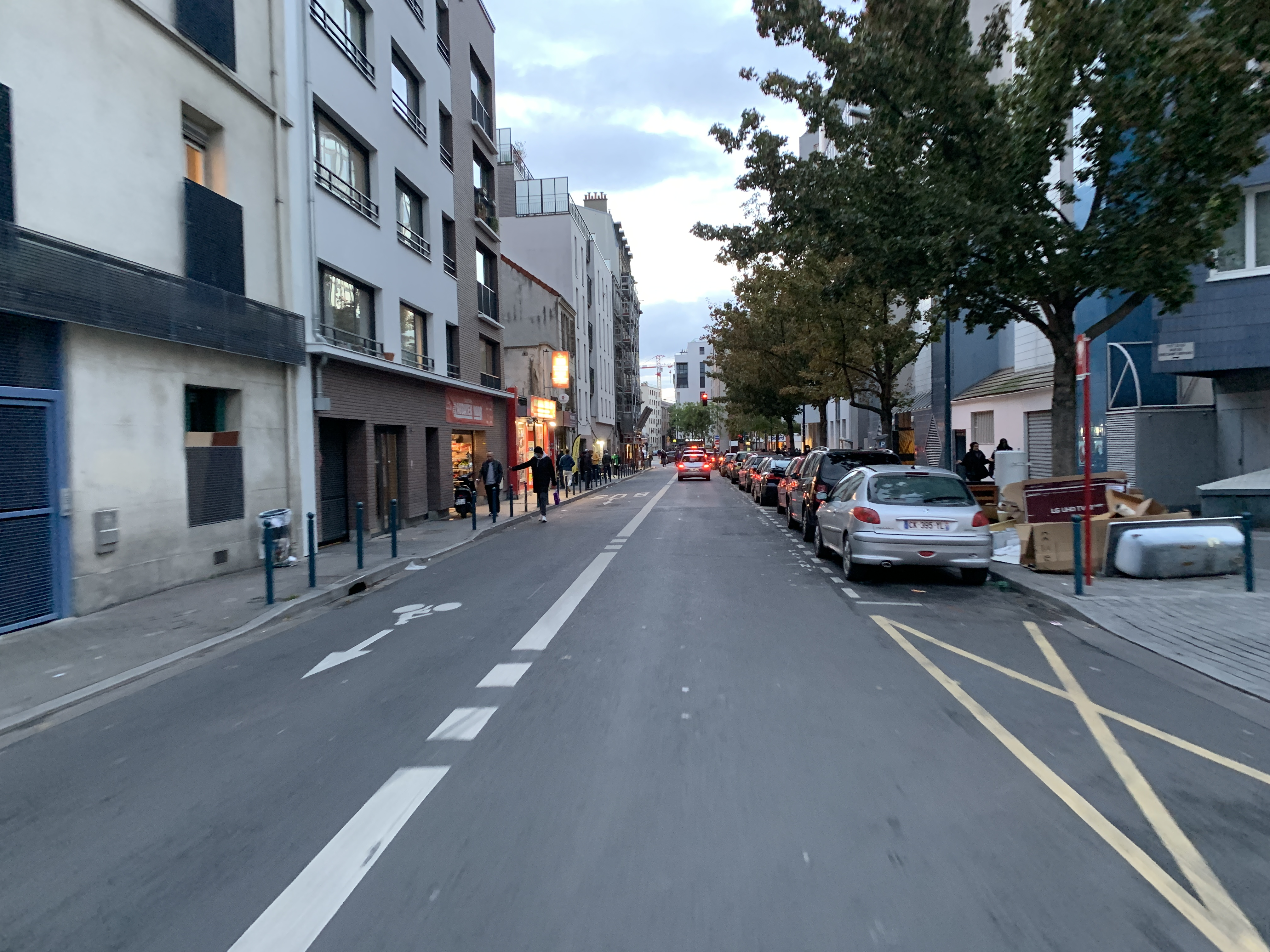
La rue en octobre 2020.

Comme pour la rue Hoche, son tracé irrégulier date de l'urbanisation ancienne du village. Il y reste quelques bâtiments qui seraient d'anciennes fermes.

## Bâtiments remarquables et lieux de mémoire
- Maison de la Justice et du Droit[3].